# Contee della Cina
Le contee della Cina rappresentano il terzo livello amministrativo negli enti locali del Paese dopo quelli delle province e delle prefetture.
Al 31 dicembre 2005 esistevano nel Paese 2.862 suddivisioni di livello equivalente alla contea, delle quali:
- 1.464 contee
- 117 contee autonome
- 374 città-contee
- 852 distretti
- 49 bandiere
- 3 bandiere autonome
- 2 regioni speciali
- un'area forestale.

La Repubblica di Cina governa ventitré suddivisioni di tipo contea, di cui diciotto contee e cinque municipalità provinciali.

## Storia
Le contee (县; xiàn) sono la suddivisione più comune di questo livello amministrativo. Esistono sin dal periodo dei regni combattenti (476 a.C.-221 a.C.) e furono istituzionalizzate al tempo della dinastia Qin (221 a.C.-207 a.C.). Con riferimento alla Cina imperiale il termine xiàn viene di solito tradotto come "distretto" o "prefettura".

## Tipologie
- Le contee autonome (自治县; zìzhìxiàn) sono amministrazioni di territori la cui popolazione è costituita principalmente da minoranze etniche o che sono stati storicamente dominati nel passato da tali etnie. Il secondo caso è il più reale in seguito alle massicce immigrazioni nei territori conquistati di persone di etnia han, volute dai vari governi cinesi, che hanno messo in minoranza le popolazioni locali. Secondo lo stesso principio sono state istituite le regioni autonome a livello provinciale e le prefetture autonome a livello prefettizio.
- Le città-contea (县级市; xiànjíshì), come le città-prefettura, non sono città nel senso tradizionale, ma municipalità il cui territorio è stato esteso ad inglobare quello della contea. Tale territorio è quindi composto da un centro abitato principale, altri minori e vaste aree rurali, paragonabile a quello di una provincia italiana. Il cambiamento è stato apportato a partire dagli anni ottanta e anche negli ultimi anni vi sono state contee assorbite dalla municipalità in precedenza capoluogo della stessa contea. Nella Repubblica di Cina le città-contea sono denominate città provinciali.
- Le città-viceprefettura o città-sottoprefettura (副地级市; fùdìjíshì) sono un tipo di ente che ufficialmente fa parte delle "città-contea", ma hanno di fatto poteri amministrativi superiori, intermedi tra la città-prefettura e la città-contea. Alcune, come le città-contea, fanno parte della giurisdizione di una prefettura; altre sono amministrate direttamente dal governo provinciale.
- Anche i distretti (市辖区; shìxiáqū) sono suddivisioni amministrative che hanno ottenuto lo status di contea. Nel passato amministravano esclusivamente aree urbane. Oggi molti dei vecchi distretti hanno inglobato i territori rurali limitrofi e attualmente amministrano città, villaggi e campagne.
- Le bandiere (旗S, qíP) sono le contee della Mongolia interna e godono dello stesso status amministrativo delle altre contee.
- Le bandiere autonome (旗S, qíP) sono le contee autonome della Mongolia interna e, al pari di quelle delle altre province, buona parte della popolazione è formata da individui appartenenti alle minoranze etniche cinesi.
- Esistono inoltre alcuni tipi di suddivisioni speciali equiparati alla contea: tra queste vi sono le Shennongjia, che sono delle aree forestali (林区; línqū) con status di contea della provincia dell'Hubei; Liuzhi e Wanshan, che invece sono distretti speciali (特区; tèqū) della provincia del Guizhou.